# Дрожь (фильм, 1982)
«Дрожь» (итал. Tenebrae) — итальянский джалло 1982 года режиссёра Дарио Ардженто. Премьера фильма состоялась 28 октября 1982 года.

## Сюжет
Американский писатель Питер Нил приезжает в Италию с целью рекламы своего нового романа под названием «Дрожь». Однако его приезд омрачён убийствами, совершая которые некий маньяк запихивает жертвам в рот страницы из новой книги Питера. Также автор подвергается и угрозам от убийцы. В дело включается полиция и начинает расследование, однако в связи с безрезультатностью действий полиции Питер решает самостоятельно выяснить причины и личность преступника.

## В ролях
- Энтони Франчоза — Питер Нил
- Джон Сэксон — мистер Буллмер, литературный агент Нила
- Дарья Николоди — Анна, секретарь Нила
- Джулиано Джемма — детектив Джермани
- Вероника Ларио — Джейн МакКэрроу, бывшая девушка Нила
- Джон Стайнер — Кристиано Берти, литературный критик
- Кристиан Борромео — Джанни, помощник Булльмера
- Мирелла Д’Анджело — Тильда, журналистка, однокурсница Нила
- Ания Пьерони — Эльза Манни, воровка

## Съёмки
- При съёмках фильма Ардженто использовал электрическое освещение с частотой пульсации 40 герц. Такой кинематографический ход, по его словам, «вносит новое ощущение, очень страшное».[2]
- В эпизодических ролях в картине играли режиссёры Микеле Соави, Ламберто Бава и сам Дарио Ардженто.